# Mnestra

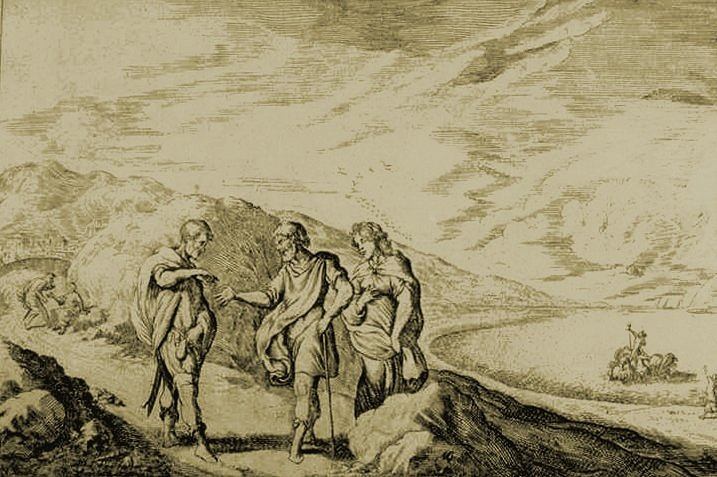
Erisictão vende sua filha Mnestra. Gravura de Bauer para o livro VIII das Metamorfoses de Ovídio, 823-878.

Mnestra ou Mestra, na mitologia grega, foi uma filha de Erisictão (rei da Tessália), e esposa de Autólico.
Mnestra ganhou de Posidão a habilidade de mudar de forma, em retribuição pelo deus ter tirado a sua virgindade. Quando seu pai precisou de dinheiro para comprar mais comida (pois ele foi punido por Deméter com uma fome insaciável), Mnestra foi vendida várias vezes como escrava, e usou seu poder para retornar ao seu pai.